# Apristurus macrorhynchus
Apristurus macrorhynchus és un peix de la família dels esciliorrínids i de l'ordre dels carcariniformes.

## Morfologia
Les femelles poden arribar als 66 cm de longitud total.

## Reproducció
És ovípar.

## Distribució geogràfica
Es troba a les costes del sud-est de Honshu (Japó) i Taiwan.